# 阿布凱馬勒

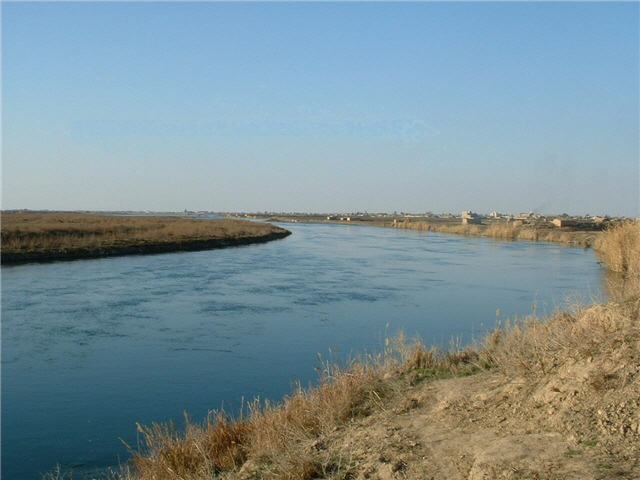

阿布坎馬（阿拉伯语：البوكمال）是敘利亞代爾祖爾省阿布凯马勒區的城市，位於該國東部幼發拉底河畔，毗鄰伊拉克邊境，海拔高度175米，主要經濟活動是跨境貿易，2008年人口66,589。
2016年6月28日，美國支持的反對派武裝新敘利亞軍發動攻勢，試圖奪取被伊斯兰国控制的阿布坎馬，次日被擊退。
敘利亞政府軍於2017年11月19日由伊斯蘭國手中取回控制權。

## 外部連結
- Abu Kamal （阿拉伯文）